# Basketball Academy Sparta Praha
Il B.A. Sparta Praha è una società cestistica, avente sede a Praga, nella Repubblica Ceca. Fondata nel 1939 all'interno della polisportiva dello Sparta Praga, nel 2008 ha assunto la denominazione attuale ripartendo dalla serie inferiori, e con le giovanili, a causa dei problemi economici.
Gioca nel campionato ceco.

## Palmarès
- Campionato cecoslovacco: 2

1940, 1959-60

## Cestisti
- Pavel Frána 1997-2003, 2005-2006